# Вибори на Фіджі
Політична та виборча системи на Фіджі знаходяться у стані переформування. "Перехідний" уряд, який виник після грудневого  військового перевороту у 2006 році, який очолив контр-адмірал Ворек Бенімарама , пообіцяв нову Конституцію на 2013 рік, яка призведе до відновлення демократії через парламентські вибори 2014 року. Деталі нової виборчої системи ще не встановлені, але уряд зазначив, що скасує виборчі списки; кожен громадянин буде зареєстрований у виборчих списках незалежно від національності та не буде голосувати спеціально для представників своєї "спільноти".
Поки що роботу парламенту призупинено. До його призупинення він складався з двох палат: Палати представників, обраних загальним голосуванням, але які складалися в основному з представників етнічних спільнот; і Сенату, чиї члени призначаються Президентом Республіки відповідно до рекомендацій Великої ради керівників (які головним чином обираються провінційними Радами корінних народів), Прем'єр-міністром, Лідером офіційної опозиції та Радою Ротума. Прем'єр-міністр призначався спікером, останній вибирав члена Палати представників, який мав довіру більшості своїх однодумців, згідно з Вестмінстерською моделлю. Президент призначався Великою радою начальників, але мав суто символічні функції. 
Особливості виборчої системи для Палати представників змінювалися відносно  подальших конституцій - у 1970 р., 1990 р., а також у 1997 р., до скасування Конституції 1997 р., а також обіцянка нової Конституції на 2013 рік. Виборчі положення відповідно до Конституції 1997 року, які використовувались під час виборів 1999, 2001 та 2006 років, були наступними: стаття 51: 23 депутати корінних народів, обрані громадянами корінних народів (так звані "фіджійці"); 19 обраних громадянами індіанців етнічної групи (індіанці Фіджі ); 1 депутат обирається і серед ротумійців; 3 обираються громадянами будь-якої іншої національності; і 25, обраних усіма громадянами, без етнічної відмінності. Таким чином, країна була поділена на одномандатних етнічних і неетнічних депутатів у сусідніх виборчих округах, і кожен виборець мав вибирати двох кандидатів: одного у своєму етнічному окрузі та одного з його так званих "відкритих" виборчих округів, куди могли б приходити кандидати різного рівня.
Крім того, з метою сприяння більш тісній співпраці між політичними партіями використовувалась виборча система, яка полягала в альтернативному голосуванні. Кожен виборець був запрошений оцінити кандидатів із своїх виборчих округів у порядку, якому вони надали переваги.
Проте існувала дуже сильна кореляція між етнічною приналежністю виборців та партією, якій вони віддавали перевагу. Таким чином, на виборах 2006 року " Сокошо Дуавата" або "Левенівануа", консервативна партія, яка виступала за верховенство інтересів корінних народів, виграла значну більшість голосів опитаних з числа корінних народів, тоді як "індійські" виборці в основному виступали за Лейбористську партію, а Об'єднана народна партія, призначена об'єднати виборців інших національностей, виграла два з трьох місць, зарезервованих для цих меншин. З часу незалежності країни в 1970 році на більшості виборів вигравали переважно аборигени або навіть (з 1990-х років) корінні націоналістичні партії. Три рази ті, що ставали на чолі уряду, отримавши більшість голосів, ні разу не могли сформувати стійкий уряд. Партія національної федерації, переважно індійська, виграла вибори в березні 1977 року через розкол електорату корінних народів, але не змогла домовитися про призначення прем'єр-міністра, що спричинило конституційну кризу. Генерал-губернатор Рату сер Джордж Какобо призначив прем'єр-міністром лідера Консервативної партії аборигенів, який посів друге місце. Лейбористська партія виграла вибори 1987 року, але лейбористський уряд був майже негайно скинутий військовим переворотом в ім'я збереження корінного панування. Лейбористська партія також виграла вибори 1999 року і знову була повалена в результаті державного перевороту (на цей раз цивільного) незабаром після цього.